# 6-й Ростовский переулок
6-й Росто́вский переу́лок — небольшая тупиковая улица в центре Москвы в Хамовниках от Плющихи к Ростовской набережной.

## История

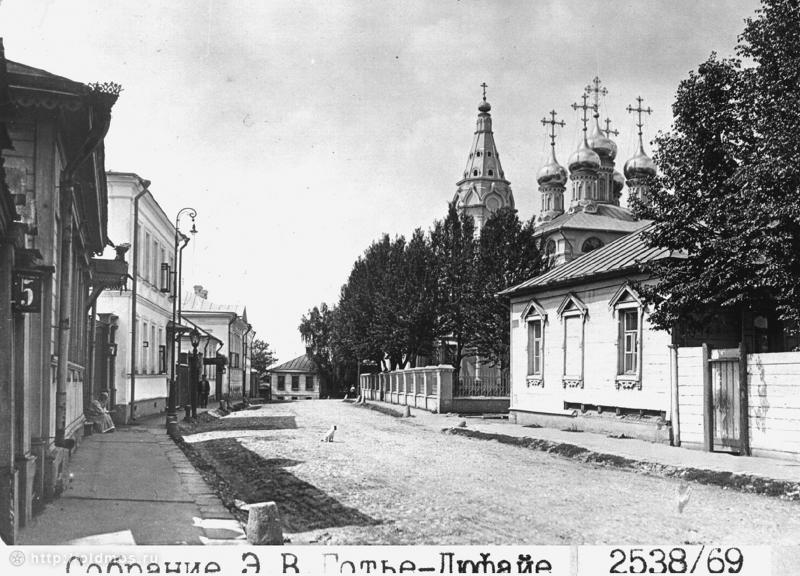
6-й Ростовский переулок. Вид на Благовещенскую церковь, на месте которой сейчас находится дом № 5 по Ростовской набережной (1911—1912 гг.)

Ростовские переулки (сохранились 4 из них: 2-й, 4-й, 6-й и 7-й) возникли как Тишинские (возможно, от фамилии землевладельца Тишин — от имени Тиша, уменьшительного к Тимофей). Современное их название (известно с XIX века) дано по Ростовской слободе XV—XVI веков.

## Описание
6-й Ростовский переулок отходит от улицы Плющиха, проходит на запад по направлению к 7-му Ростовскому переулку и заканчивается тупиком во дворе дома № 5 по Ростовской набережной.

## Здания и сооружения

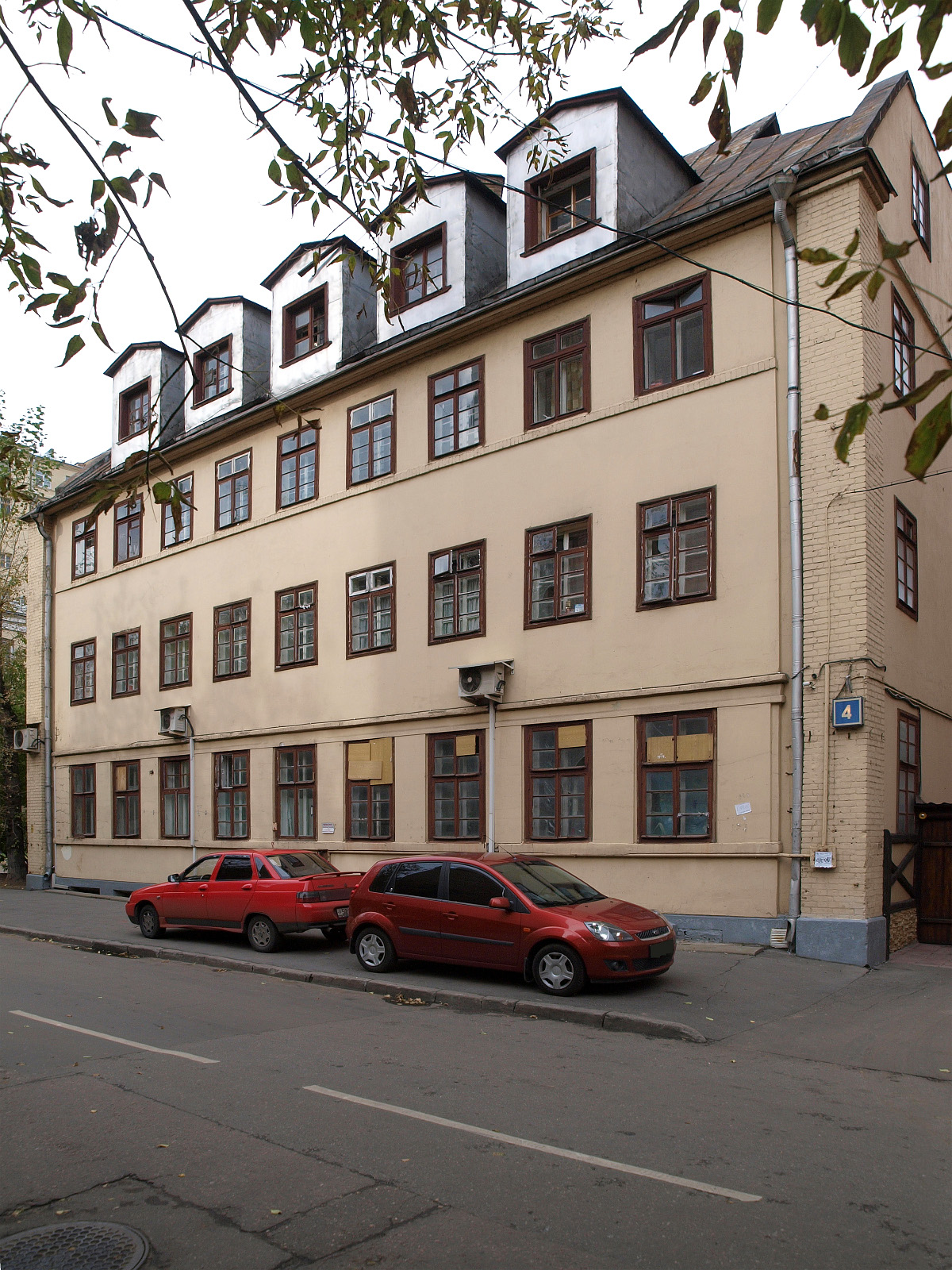
№ 4.

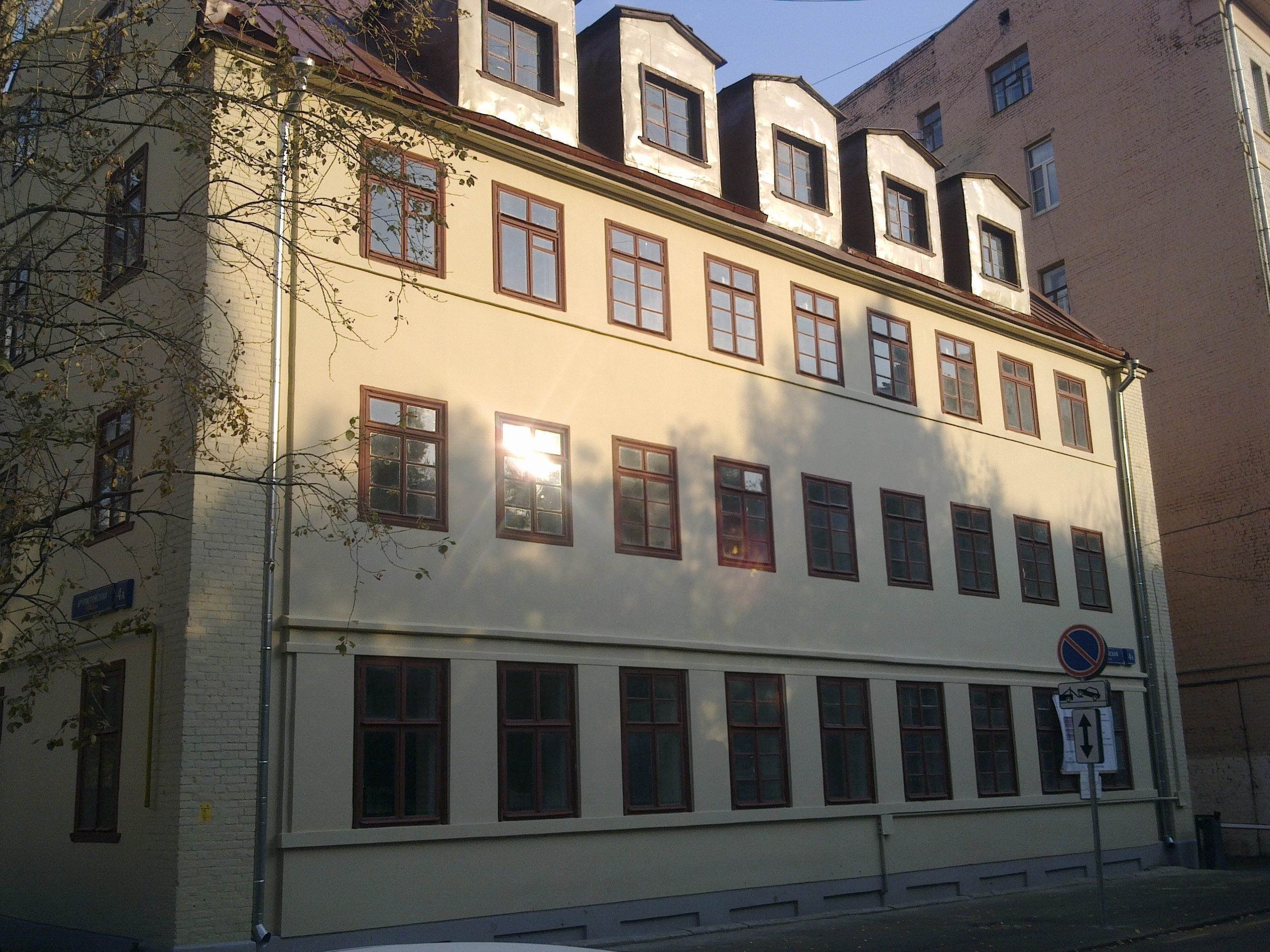
дом 4-а после ремонта, октябрь 2018 года

- № 2 — Доходный дом В. В. Киселёва (1913, архитектор А. Ф. Мейснер)
- № 4А — уникальный кооперативный дом 1920-х годов.
- № 6 — доходный дом (1914, архитектор Л. В. Стеженский[2]), окончательно снесён в 2013 году.

## См.также
- 2-й Ростовский переулок
- 7-й Ростовский переулок